# Castianeira monai
Espèce
Castianeira monai est une espèce d'araignées aranéomorphes de la famille des Corinnidae.

## Distribution
Cette espècese rencontre au Paraguay et en Bolivie.

## Description
La carapace du mâle holotype mesure 1,56 mm de long sur 0,97 mm et l'abdomen 1,96 mm de long sur 0,94 mm.

## Systématique et taxinomie
Cette espèce a été décrite par Pett en 2023.

## Étymologie
Cette espèce est nommée en référence à Moñái. 

## Publication originale
- Pett, 2023 : « A new species of Castianeira (Araneae: Corinnidae: Castianeirinae) from central South America. » Arachnology, vol. 19, no 6, p. 936-939.